# Ballooning
Ballooning is de benaming van het aëronautisch gedrag van bepaalde soorten van spinnen en rupsen. Sommige mijten kunnen dit ook, maar zonder draad. 

## Gedrag
Het dier maakt gebruik van de windwrijving langs een draad waardoor deze door de opwaartse kracht meegetrokken wordt.    
Hoewel het principe hetzelfde blijft, zijn er meerdere technieken om dit te realiseren. Hieronder staan vier technieken die reeds beschreven werden door Eberhard in 1987.
- Zittend op een hoog punt en de spintepel in de lucht houdend een draad produceren. Deze draad wordt meegenomen met de luchtstroom en vervolgens de spin.
- Hangend aan een voorwerp waaronder een luchtstroom is. De spin maakt twee draden, een om te hangen onder het voorwerp en een om mee met de luchtstroom te gaan. De draad waaraan ze hangt laat ze dan los waardoor de andere draad met de luchtstroom meegaat en de spin meeneemt.
- Een draad spannend tussen twee hoge voorwerpen waar ene luchtstroom de draad gespannen houdt. Langzaam maakt de spin de draad langer, te vergelijken met het geven van touw bij een speelgoedvlieger. Hierdoor vangt deze steeds meer wind en breekt die af aan het ene punt en neemt de spin die op het andere punt staat mee.
- De spin hangt aan een voorwerp waaronder ene luchtstroom hangt en wacht tot deze loslaat en de spin meegenomen wordt met de losgekomen draad.

## Voorkomen
Bij de Araneomorphae (Labidognatha) en mygalomorfen (Orthognatha) werd dit reeds vastgesteld. Meestal door juveniele
Bij de Linyphiidae komt dit echter ook veelvuldig voor in de adultfase.

## Trivia
- De hoogste genoteerde balloonende Linyphiidae is 6000 m [1]
- De oudste gekende verwijzing naar dit gedrag is in 1678 door Martin Lister[2]
- Voor de rondvliegende draad werd in sommige talen een naam gegeven: “fil de la Vierge” (Frans), “Sommerfläden” (Duits), “gossamer” (Engels) en herfstdraden (Nederlands).[3]